# Телега

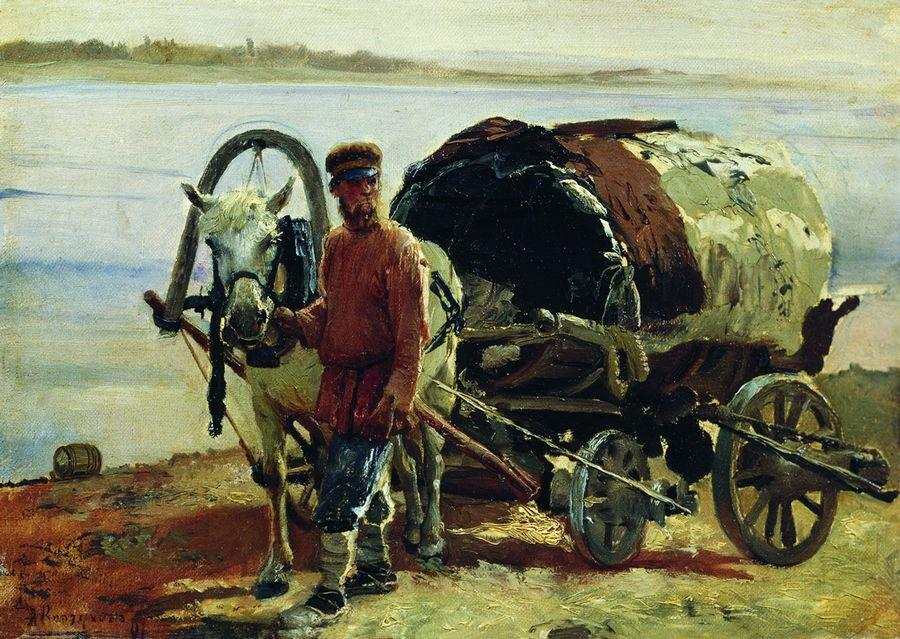
А. И. Корзухин. Возок (кибитка). 1891 год

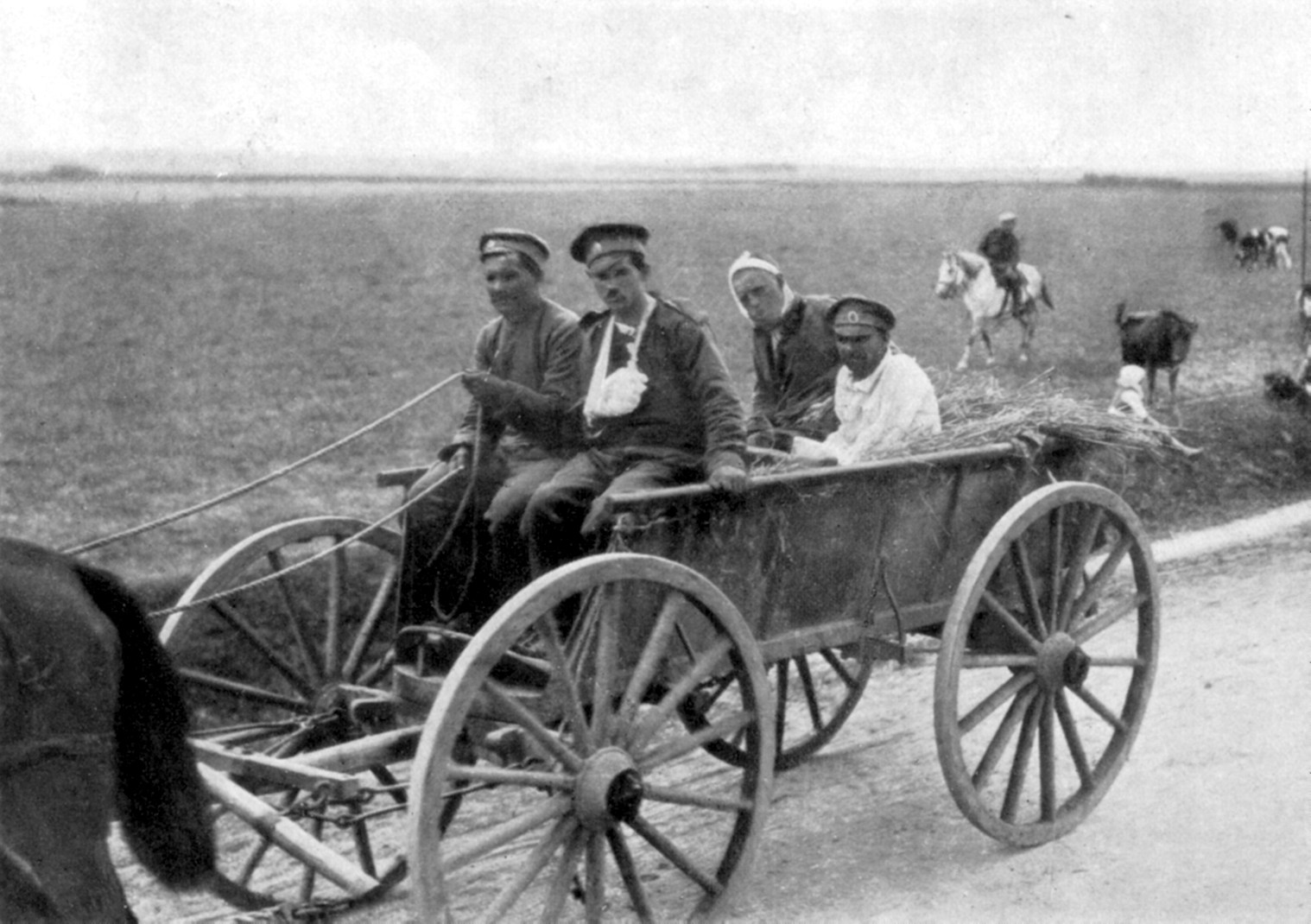
Российские раненые солдаты, едущие в тыл на телеге в 1914 году

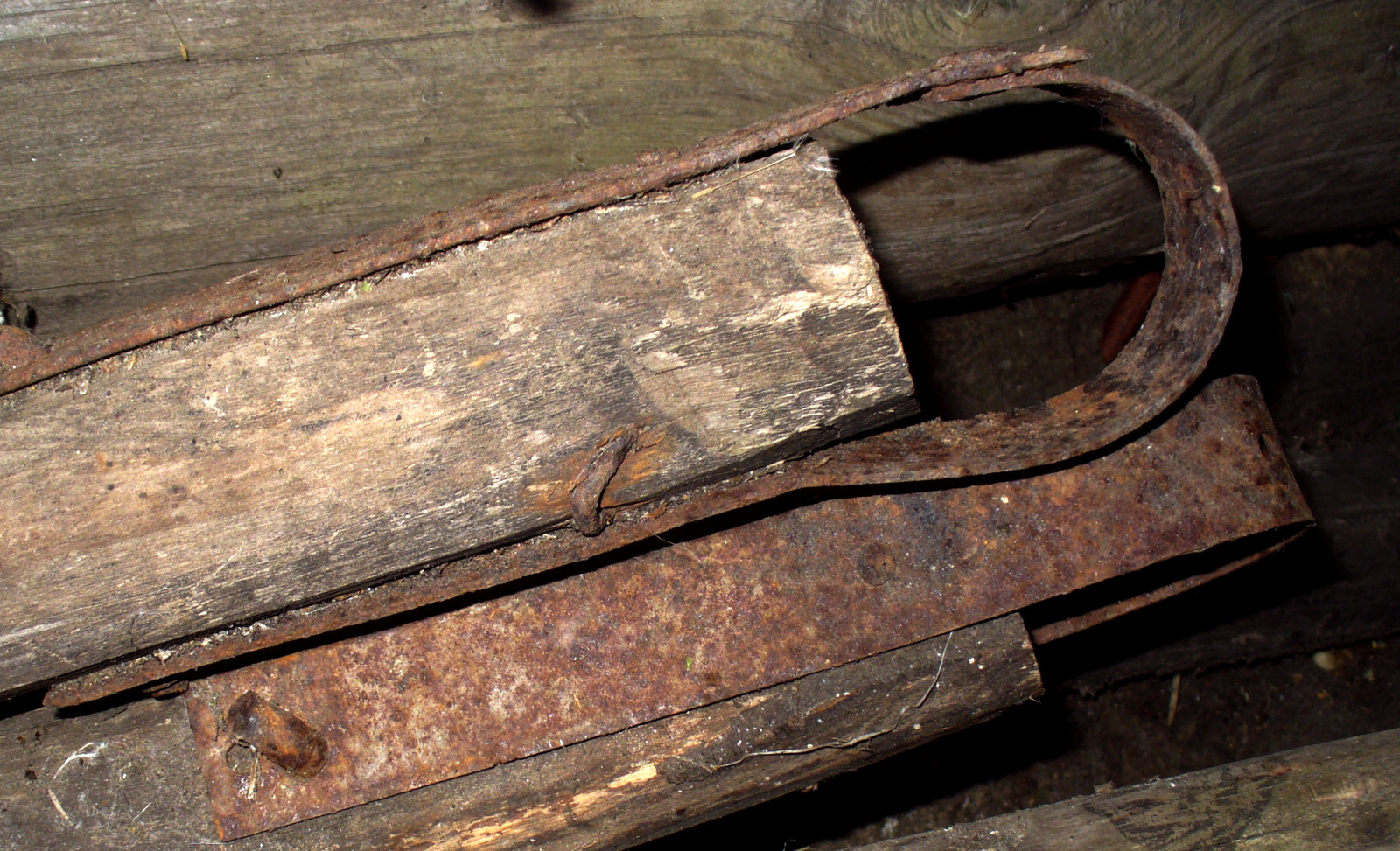
Концы оглобель. Витебская область

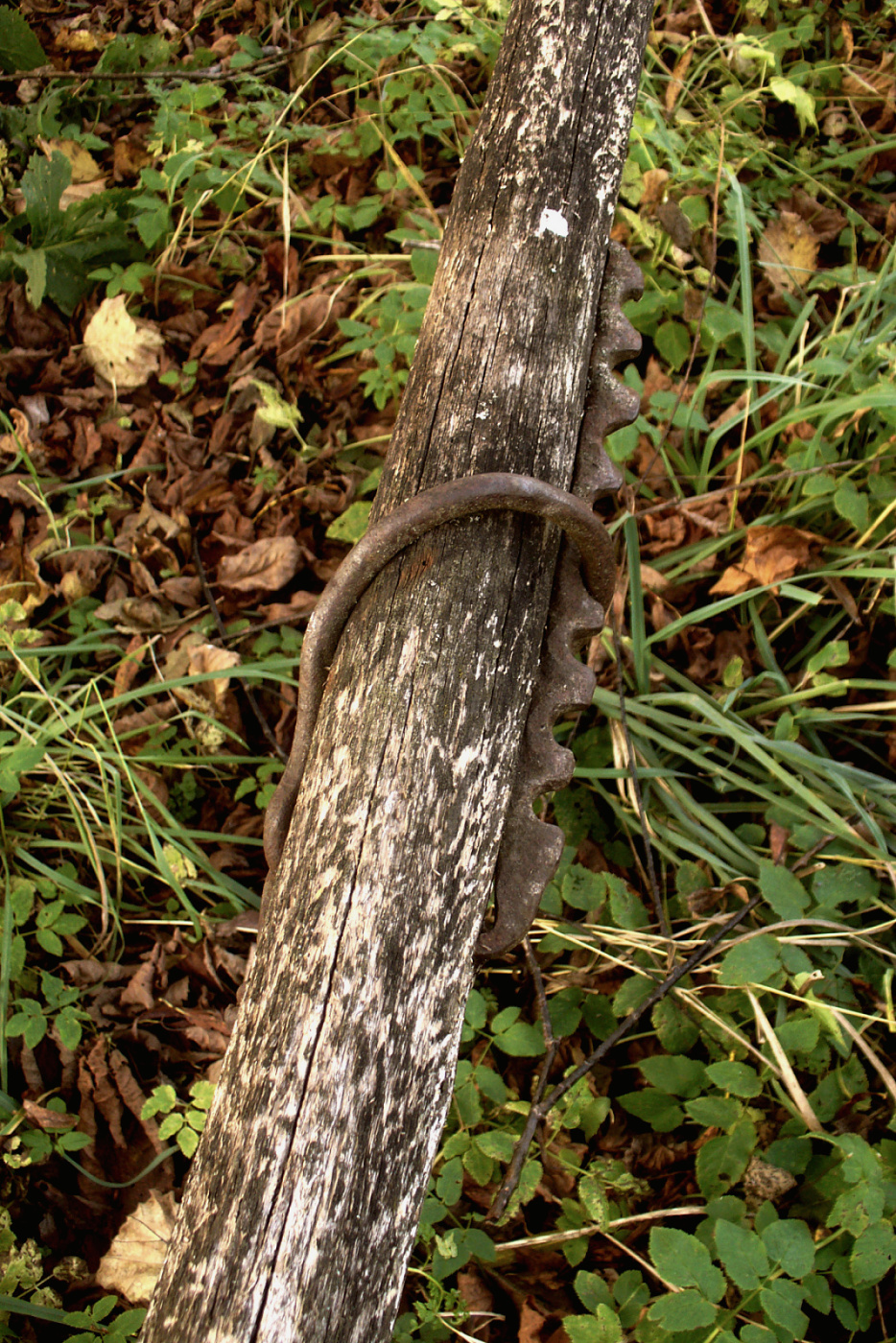
Место крепления отосы к оглобле телеги

Теле́га (Подво́да (ж.)) — простая крестьянская или ямская повозка, разного вида, с оглоблями, четырёхколёсная грузовая повозка.
В телеги обычно впрягают лошадей, реже — буйволов, мулов, волов. Традиционно телеги изготавливают из дерева, хотя на современных телегах часто вместо деревянных колёс устанавливают колёса с пневматическими шинами. На телегах используется оглобельная или дышловая упряжка. Несмотря на кажущуюся примитивность, телега является сложным техническим сооружением, состоящим из многих деталей. На строительство телеги у сельского плотника и его помощника уходило не меньше месяца работы. На территории Юга России, в Малороссии, воловья телега называется воз, на Кавказе и в южных губерниях имперской России длинную телегу на четырёх колёсах с железными осями называют арбою или гарбою. Большая телега — фура. Долгая телега, с высоким, развалистым кузовом, для возки снопов — рыдван. Подво́да — зимняя или летняя повозка с лошадью, телега, сани, особенно выставленные от земства.
Телега стала основой для создания в XVIII столетии первого в мире автомобиля на паровой
моторной тяге, известного в истории как «Телега Кюньо́» (фр. chariot à feu (fardier) de Cugnot), который был построен во Франции в 1769 году военным инженером Никола Жозефом Кюньо.

## Технические характеристики

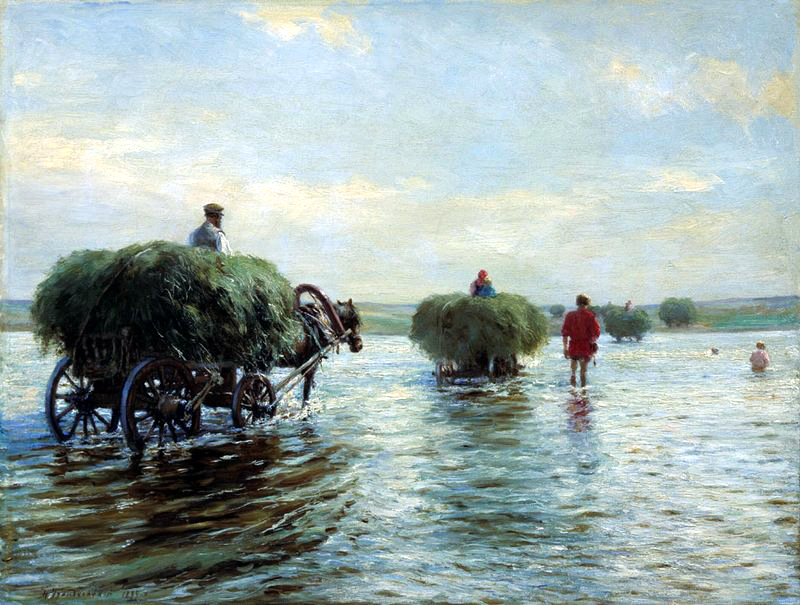
«Возы с сеном». Картина работы Н.К.Грандковского, 1899. Донецкий областной художественный музей

Грузоподъёмность обычных телег составляет около 750 килограммов. Собственный вес такой телеги составляет 250—300 кг, размеры — примерно 2,5 × 1,5 метров. Диаметр передних колёс обычно меньше, чем диаметр задних (60 — 70 сантиметров и 70 — 100 см соответственно).
Существуют также телеги-тяжеловозы, на которых можно перевозить до двух тонн груза. Биньдюх — по В. И. Далю – «рыдван, большая или троичная извозная телега, на которую валят до ста пудов», то есть большегрузная телега.
Простая телега состоит из:
- хода;
- стана;
- дрог (дрога́ или дрожи́на) или ро́спусок — продольный брус , у летних повозок всех видов, для связи передней оси (подушки) с задней: дрога определяет длину хода, бывает деревянная и железная, парная и одиночная, по средине. В дорогу крепятся подуги, вдолблённые в грядки, которые связаны по концам поперёк нахлёстками, дудками, вязка́ми; подуги изнутри обшиты дранками или лубом;
- кузова или ящика[1].

## Значение
Появление колесного транспорта — телеги и арбы — имело колоссальное значение для развития человеческой цивилизации.
В сравнении с носильщиком или вьючным животным телега позволяет перевозить груза больше, а при наличии хорошей упряжи — быстрее и дальше.
Тележный транспорт потребовал создания специально оборудованных дорог, мостов, переходов через горные перевалы, паромных переправ. При дорогах стали строить постоялые дворы, гостиницы, таверны.
Дороги и торговый извоз стимулировали рост сел и городов, стоявших на наиболее оживленных торговых путях. С увеличением объёмов перевозимого на телегах груза стала возможным организация крупных торжищ, рынков и регулярных ярмарок. Тележные перевозки привели к росту речных, озерных и морских портов.
Тележные обозы стали главным средством обеспечения растущих сел и городов всем необходимым для их существования. Выделились специализированные обозы, занимавшиеся доставкой наиболее важных, жизненно значимых грузов; так появились соляные, хлебные, сенные, дровяные и прочие обозы.
На специально выделенных местах при селах и городах с телег осуществлялась ярмарочная торговля, что способствовало росту промыслов, ориентированных на внешние рынки.
Особым видом тележного транспорта стали повозки так называемых бродячих цирков и всякого рода театров, перевозивших труппу, оборудование, декорации, дрессированных животных. Циркачи и актеры в силу специфики ремесла вынуждены были постоянно перемещаться в поисках свежей зрительской аудитории, способной оплатить представление. Часто цирковая и актерская повозка становилась единственным домом артиста на долгие годы.
С появлением надежных повозок упорядочилась работа почты; особые, специально оборудованные почтовые кареты доставляли пассажиров и заказные грузы в заранее оговоренные сроки; крупные города связали почтовые тракты — дороги, оборудованные лучше, чем прочие пути и обеспеченные почтовыми станциями, где было возможно сменить лошадей, починить неисправности, остановиться на отдых или ночлег, принять пищу, а при необходимости — получить вооруженную охрану.
Позднее, вслед за организацией почтовых сообщений, создаются службы регулярных пассажирских перевозок, для которых строятся кареты большой вместимости, получившие в Европе название дилижансов.
Развитие гужевого транспорта привело к появлению профессиональных возниц — ямщиков, извозчиков, маркитантов, ассенизаторов, чумаков и других, специализирующихся на определённых видах перевозок людей и грузов.
Рост тележных перевозок стимулировал создание законодательства, определявшего объёмы и характер перевозимых грузов, появление таможенных постов, взимавших пошлину за ввоз-вывоз и транзит товаров и пассажиров. Такого рода денежные поступления нередко становились существенным, а иногда — главным источником пополнения казны.
Значительная потребность в тележном транспорте привела к созданию специализированных производств, развитию материаловедения, прикладной механики, стимулировала развитие выделки кож, металло- и деревообработку, дегтярный промысел, различные виды ремесел. Возникла широкая индустрия производства чрезвычайно разнообразных видов колесного транспорта, начиная от простейшей крестьянской телеги и до роскошных, дорогих и комфортабельных карет, некоторые из которых становились шедеврами инженерной мысли и декоративно-прикладного искусства. Задолго до появления автомобиля на тележном транспорте были опробованы и внедрены различные технические решения, которые легли в основу конструирования автономного транспорта на моторной тяге.
Начиная с конца XIX века в первые десятилетия существования моторного транспорта конноупряжные экипажи все еще успешно конкурировали с автомобилем, что доказали события Первой мировой войны. Однако широкое строительство дорог с твердым покрытием и создание различных типов специализированных автомашин высокой проходимости привело к тому, что в 1950-х годах в развитых странах тележный транспорт перестал играть какую-либо существенную роль в экономике. В современных условиях конноупряжные повозки остаются популярными в туристическом бизнесе и спорте.
В ряде государств со слаборазвитой сетью дорог и малым количеством автомашин арбы и телеги самых разных конструкций, запряженные тягловыми животными по-прежнему являются значимой частью транспортного парка, обслуживающего грузовые и пассажирские перевозки.

### Упряжные лошади
В телегу, арбу или иные виды повозок запрягают самых разных одомашненных животных: ослов, волов, верблюдов, слонов, собак и других. Но наиболее широкое распространение получили упряжные лошади, которые путем целенаправленной селекции были разделены на две ветви: легкоупряжные породы для прогулок, курьерской службы и спорта и породы лошадей-тяжеловозов для перевозки больших грузов. Если в настоящее время с развитием автотранспорта тяжеловозы утратили значение, то легкоупряжные породы лошадей пользуются широкой популярностью у любителей спортивных состязаний и являются высокорентабельным товаром на специализированном рынке.

## В военном деле
В военном деле двухколесная повозка породила такой вид военной техники древности как боевая колесница.
Обычные телеги и арбы сводились в обозы, которые сопровождали армейские формирования для обеспечения войск всем необходимым в длительных походах, являясь обязательным элементом тылового обеспечения. На телегах перевозились продовольствие, запасы оружия, полевые мастерские, палатки, фураж, оборудование для переправ, детали для строительства разборных мостов и лёгких полевых укреплений, больные и раненые, награбленное имущество и многое другое. Случалось, что потеря войскового обоза оборачивалась поражением в военной кампании.
Начиная со Средних веков к военным экспедициям присоединяются повозки маркитантов — частных лиц, занятых снабжением армии и уходом за ранеными.
В военных конфликтах XV — XVII веков тележные обозы использовались европейскими армиями в качестве подвижных фортификаций, которые получили название град-обозов (вагенбургов).
Телеги, сведенные в ряд и образовавшие легкое защитное укрепление помогли англичанам одержать победу в Селёдочной битве 1429 года.
Во времена Гуситских войн использование вагенбургов стало излюбленным тактическим приемом чехов.
В Московском Великом княжестве такая организация подвижных сборно-разборных укреплений называлась Гуляй-городом.
Заграждения из сомкнутого ряда повозок для обороны от нападавшего противника нередко устраивали запорожские казаки.
Чумаки — профессиональные возницы и торговцы солью, на ночь и при угрозе нападения днем выстраивали возы в круг, организуя так называемый табор, позволявший успешно защищаться от грабителей.
С появлением пороха и пушки телега была немедленно приспособлена для создания подвижных артиллерийских батарей и их обслуживания. Примером энергичного маневрирования полевой конной артиллерии для достижения тактического успеха на критически важных участках сражения являются действия русских и французских канониров в битве при Бородино 1812 года.
В XVII — XIX веках количество различного вида повозок, сопровождавших армейские части многократно возросло и для обеспечения лишь одного крупного воинского формирования уже требовало наличия нескольких тысяч подвод.
В Первую мировую войну, несмотря на появление автомобиля, основные функции тылового обеспечения выполнял гужевой транспорт.
В годы Второй мировой войны на многих фронтах все еще использовались упряжные повозки, особенно в местах, где автомобиль не всегда мог проехать.
С 1950-х годов автомобильный транспорт окончательно вытесняет конноупряжную повозку из армейских структур.

## Подводная повинность

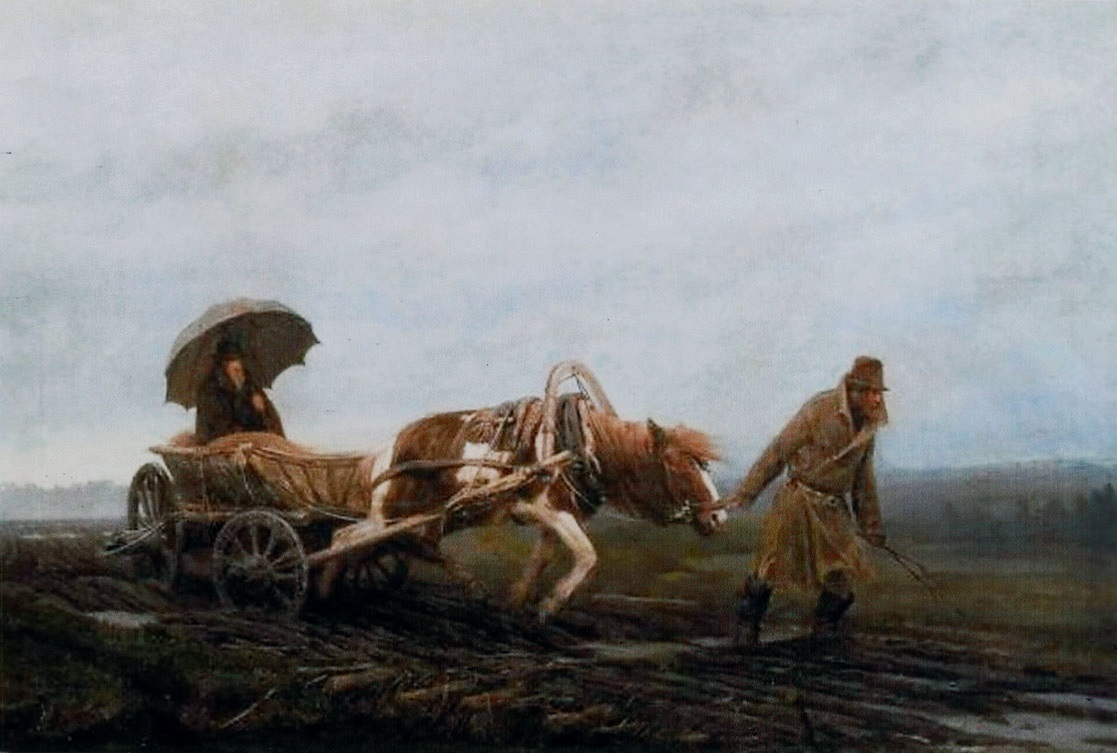
Бездорожье в Тверской губернии. Земский врач. Картина работы И.И. Творожникова.

«Поводная повинность» — натуральная повинность сельских податных обывателей (доставление подвод), для земских, полицейских и судебно-следственных разъездов, в России. Также существовала и как военная повинность. Военная подводная повинность состояла в обязательстве предоставлять, за плату, войскам — в точно указанных законом случаях, и главным образом, при передвижениях войск и нештатных команд при подвижных сборах и при командировках отдельных воинских чинов не по почтовым дорогам, — обывательские подводы с проводниками. На основании подводной повинности формировались обывательские войсковые обозы.

## Производство
В Советском Союзе было двенадцать телегостроительных заводов. Самым крупным из них был завод «Смена» в Боровичах РСФСР. В 1980-е годы он выпускал до двух тысяч телег в месяц, которые поставлялись во все уголки Союза ССР. Обычная телега завода «Смена» стоила тогда 200 рублей, телега на резиновом ходу — 450 рублей. В России оборудование гужевого транспорта (телег, саней) выпускается на обозостроительных заводах в городах:
- Ельня (Смоленская область);
- Дмитриев-Льговский (Курская область);
- Мариинский Посад (Чувашия);
- Сердобск (Пензенская область);
- Тара (Омская область);
- Почеп (Брянская область) (цех).

## Телега в искусстве
- Телега упомянута в сказании Слово о полку Игореве

«...кричять телегі полунощи» (XII век)
- В 1823 году классик русской литературы А. С. Пушкин написал стихотворение «Телега жизни» [8].

Долго ль мне гулять на свете 
То в коляске, то верхом,
То в кибитке, то в карете,
То в телеге, то пешком?— А. С. Пушкин

Люблю отчизну я, но странною любовью!<...>
Разливы рек ее, подобные морям;
Проселочным путем люблю скакать в телеге
И, взором медленным     пронзая ночи тень,
Встречать по сторонам, вздыхая о ночлеге..,— М. Ю. Лермонтов.
 «Люблю отчизну я, но странною любовью!».

## Телега в современном мире
Гружёную телегу лошади обычно везут шагом. Возчик при этом идёт рядом, облегчая труд лошади. При быстрой езде, когда лошади идут рысью, длительная езда на телеге мучительна. Тряска, удары колёс о неровности переносятся на едущих в телеге. Для сидящих на передке телега «скачет» (сравнение Лермонтова). У телег с деревянными осями трение плохо смазанных колёс сопровождается скрипом — телеги «кричять»
В настоящее время телеги находят своё применение не только по прямому назначению, но и как декоративное изделие или даже как телеги в виде торгового оборудования. Таким образом, традиционное ремесло изготовления телег не умирает и даже влияет на эстетику обыденных вещей.

## Интересные факты
- В преимущественно равнинных областях Армении (Араратская долина, Ширак, Гехаркуник, Лори и Сюник) четырёхколёсную телегу называют «руси сел» (арм. ռուսի սել, букв. «русская телега»), что в значительной мере связано с появлением в этих местах русских, украинцев и белорусов, а также духоборов и молокан, которые и привезли с собой четырёхколёсную телегу со спицами[9].
- На Кавказе и в Предкавказье ещё в XIX веке колёса телег были без спиц — представляя кругляши-спилы брёвен.
- Некоторые народы и цивилизации не знали колесного транспорта. Так, например, Империя инков с развитой системой дорог телег не имела.
- В Средневековой Европе с ее раздробленностью на удельные княжества существовало множество законов, которые к своей выгоде устанавливали феодалы-землевладельцы. Они касались платы за провоз и проезд на телегах по владениям князя. Это могли быть пошлины за перевозку какого-либо определенного товара, сбор за пересечение границы княжества, оплату проезда по мосту и так далее. Одним из курьезов средневековой юриспруденции стал закон, согласно которому любая вещь, упавшая с телеги автоматически становилась собственностью феодала-землевладельца. Отсюда появилась известная во всей Европе пословица, дошедшая до наших дней: «Что (с телеги) упало, то пропало».
- В разные времена в различных странах делались попытки осуществлять движение на телеге с помощью больших воздушных змеев или парусов, устанавливаемых на мачте подобно речным и морским судам.
- В эпоху гужевого транспорта в городах существовала практика застилать соломой брусчатую мостовую под окнами дома, чтобы грохот проезжающих телег не беспокоил больного.